# Brandy Norwood
Brandy Rayana Norwood (sinh ngày 11/2/1979), hay Brandy, là nữ ca sĩ, diễn viên người Mỹ. Trong hơn 20 năm sự nghiệp, album phòng thu thứ hai của cô, Never Say Never, đã bán được 16 triệu bản toàn cầu. Album mang về cho Norwood giải Grammy đầu tiên năm 1999.

## Danh sách phim

### Điện ảnh
| Năm  | Tên phim                     | Vai diễn | Ghi chú |
| ---- | ---------------------------- | -------- | ------- |
| 2024 | Descendants: The Rise of Red | Lọ Lem   |         |